# Kürşad Tüzmen
Kürşad Tüzmen (* 9. Oktober 1958 in Ankara) ist ein türkischer Politiker und Staatsminister.
Tüzmen absolvierte sein Studium in Betriebswirtschaft an der Technischen Universität des Nahen Ostens (ODTÜ), danach absolvierte er die University of Illinois.
Er war tätig als Experte, Sektionschef, stellvertretender Generaldirektor, Generaldirektor für Freihandelszonen im Staatssekretariat für Fiskus und Außenhandel sowie als stellvertretender Staatssekretär des staatlichen Planungsamtes, als Staatssekretär für Außenhandel, als Präsident des Führungsausschusses der türkischen Eximbank und des Arbeitsstudienzentrums für die Entwicklung des Exports.
Kürşad Tüzmen war Abgeordneter der Adalet ve Kalkınma Partisi (AKP) für die Provinz Gaziantep in der 22. Legislaturperiode (14. Oktober 2002 bis 22. Juli 2007) der Großen Nationalversammlung der Türkei. Im Kabinett Gül und im I. Erdoğan Kabinett war er Staatsminister.
Tüzmen ist seit dem 29. August 2007 Mitglied des II. Erdoğan Kabinetts der AKP-Regierung unter Erdoğan, in der er erneut Staatsminister ist.
Kürşad Tüzmen ist zuständig für die Koordination des Bau-, Ingenieur- und Staatssekretariatswesen im Ausland; er verwaltet:
- das Staatssekretariat für Außenhandel (DTM)[2]
- die Generaldirektion der Bank für Exportkredite der Türkei (EXİMBANK)[2]

Er gehörte der türkischen Schwimmnationalmannschaft an und war Mitglied des Nationalen Olympischen Komitees der Türkei. In den Jahren 1999, 2000 und 2001 erhielt er die Auszeichnung Bürokrat des Jahres. Tüzmen spricht Englisch und Deutsch, ist verheiratet und Vater zweier Kinder.